# 奔向太陽
《奔向太陽》（英語：My Way）是香港無綫電視1983年拍攝的電視連續劇，監製李惠民，主要演員有劉德華、李青山、符鈺晶、李國麟等。

## 故事大綱
李志豪（劉德華飾） 與好友章英傑（李青山飾） 及莊天棟（李國麟飾） 三人一向喜愛體育運動。志豪任職體育用品推銷員，一向熱愛賽跑，亦時以身為賽跑好手為榮。他性格開朗活潑，自信心強。英傑性格沉實內向，為脫離父親的擺佈，在志豪的介紹下成為體育用品推銷員，並受志豪影響愛上賽跑運動，更視運動為神聖使命。天棟則是羽毛球好手，頭腦靈活的他一向處事圓滑，為求向上爬，不惜放棄運動，出賣自己人格，故意在比賽中輸給對手。相反，志豪與英傑則互相扶持努力向職業跑手的路邁進。
可惜，好景不常，志豪與英傑在工作上因誤會而起衝突，再加上二人同時對好友余文靜（符鈺晶飾）產生愛意，令二人的友情受到前所未有的考驗。英傑與文靜相好，更令志豪意志消沉，心灰意冷，放棄賽跑。英傑耐心勸志豪重新練跑參加大賽，幾經波折，志豪終被感動。大賽當日，志豪鬥志激昂，誓與英傑在跑道上公平地決一高下。可是，向終點進發的他卻遲遲未見英傑的身影，原來英傑... 究竟他們最後能否在比賽中勝出，完成奔向太陽的偉大使命呢？

## 演員表
- 劉德華 飾 李志豪
- 李青山 飾 章英傑
- 符鈺晶 飾 余文靜
- 李國麟 飾 莊天棟
- 羅國維
- 楊嘉諾
- 張兆輝
- 周星馳
- 胡寶華
- 林俊賢
- 葉麗霞
- 黃素媚
- 池佩芬
- 陳嘉賢
- 王靜儀
- 徐廣林
- 葉觀楫
- 張英才
- 焦　雄
- 上官玉
- 林應發
- 龍天生
- 鄭少萍
- 梁潔芳
- 周秀蘭
- 關　鍵
- M. Monks
- 黃曼凝
- 梁　珊
- 佩　雲
- 曾楚霖
- 魯振順
- 黃婉容
- 歐陽耀泉
- 陳嘉碧
- 曹　濟
- 甘永禧
- 吳業光
- 謝明莊
- 吳華山
- 譚一清
- 黃思恩
- 梁克遜
- 駿　雄
- 關灼元
- 何顯銳
- 麥麗紅
- 胡美儀
- 林丹鳳
- 洪棟樑
- 葉　萍
- 徐威信
- 駱應鈞
- 陳麗斯
- 馬慶生
- 林偉健
- 勞香寧
- 田治義
- 俞　明
- 武振子
- 徐曼華
- 余文詩
- 葉特生
- 張志強
- 吳博君
- 鄧汝超
- 鄭厚華

## 電視節目的變遷
| 英屬香港無綫電視翡翠台 逢星期一至五 19:05-20:00 | 英屬香港無綫電視翡翠台 逢星期一至五 19:05-20:00 | 英屬香港無綫電視翡翠台 逢星期一至五 19:05-20:00 |
| ----------------------------------------------- | ----------------------------------------------- | ----------------------------------------------- |
|                                                 | 奔向太陽 （1983.02.14 - 1983.03.11）            |                                                 |
| 播音人 （1983.01.03 - 1983.02.11）              | 四海一家 （1983.03.14 - 1983.03.18）            |                                                 |